# Terra Firma Islands
Die Terra Firma Islands (lateinisch-englisch für Festlandinseln, in Argentinien gleichbedeutend Islotes Tierra Firme) sind eine kleine Inselgruppe vor der Fallières-Küste des westantarktischen Grahamlands. Sie liegen 13 km nördlich des Kap Berteaux in der Marguerite Bay.
Teilnehmer der British Graham Land Expedition (1934–1937) unter der Leitung des australischen Polarforschers John Rymill schlugen 1936 auf der größten der Inseln nach dem Aufbrechen des Meereises ein Lager auf und benannten sie als Terra Firma Island (heute bekannt als Alamode Island). Dieser Name wurde später auf die gesamte Inselgruppe übertragen.